# ESEPA

Logo der ESEPA

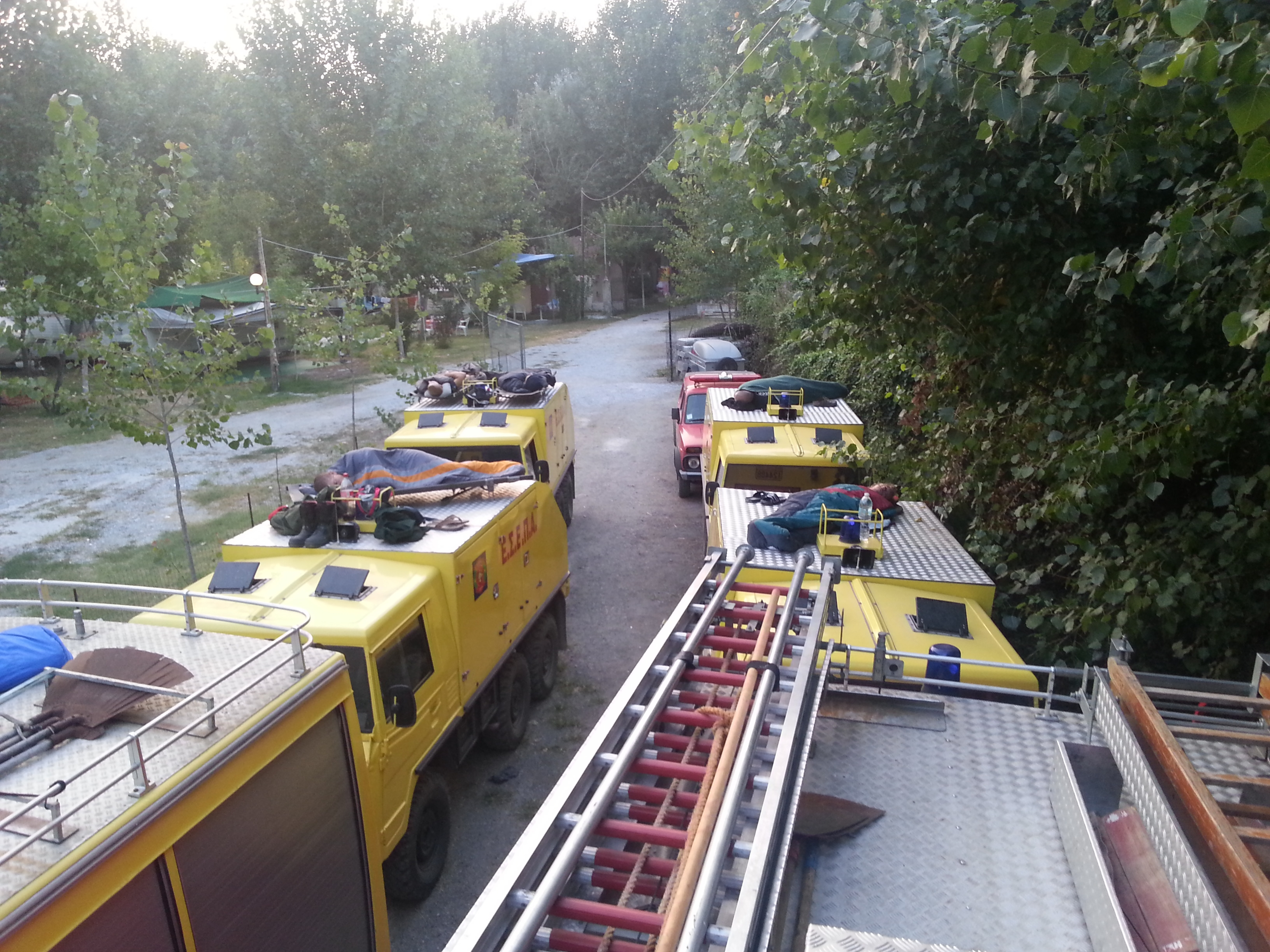
ESEPA Waldbrandcamp

Die ESEPA (griechisch Ε.Σ.Ε.Π.Α., Εθελοντικό Σώμα Ελλήνων Πυροσβεστών Αναδασωτών Ethelondiko Soma Ellinon Pyrosveston Anadasoton, „Ehrenamtliche Einheit Griechischer Feuerwehrleute und Wiederaufforster“) ist eine staatlich anerkannte Hilfsorganisation und agiert unter dem Dach des griechischen Zivilschutzes, welche jedoch aufgrund gesetzlicher Regelungen seit 2014 nicht mehr aktiv an Löscheinsätzen teilnimmt.
Die Zielsetzung der ESEPA war es, den Gedanken der Freiwilligen Feuerwehren in Griechenland zu etablieren, wo man bislang fast ausschließlich Berufsfeuerwehren kennt. Die ländlichen Gebiete und Dörfer haben oftmals überhaupt keine organisierten Feuerwehren und sind auf Überland-Hilfe aus den größeren Städten angewiesen. Dadurch können anfangs kleine Brände außer Kontrolle geraten und weite Landstriche verwüsten, verbunden mit Verlusten von Wald- und Agrarflächen, der Zerstörung von Häusern sowie Todesfällen.

## Allgemeines
Um zum einen die Waldbrandbekämpfung während der Hauptbrandsaison in den Sommermonaten, vor allem in den unzugänglichen und ländlichen Gebieten nördlich des Olymp, zu verbessern und zum anderen die Ausbildung örtlicher Helfer verstärkt voranzutreiben, veranstaltete die ESEPA in den Sommermonaten bis 2014 ein Waldbrandeinsatzcamp im Dorf Rizomata, in den Bergen nördlich des Olymp und ca. zwei Fahrtstunden von Thessaloniki entfernt gelegen. Freiwillige Feuerwehrleute aus ganz Europa nahmen hieran in ihrem Jahresurlaub teil, wobei die Helfer die Anreise aus eigener Tasche bezahlten. Schwerpunkte des Camps war die Bekämpfung von Waldbränden in ganz Griechenland, die Patrouillentätigkeit zur Beobachtung von gefährdeten Waldgebieten und die Ausbildung örtlicher Helfer. Vor allem wurde aber auch der Brandschutz, der Technische Rettungsdienst und die medizinische Erstversorgung auf den Straßen und in den Ortschaften rund um das Waldbrandcamp sichergestellt, denn der nächste professionelle Rettungsdienst hat eine Anfahrzeit von ca. 50 Minuten. Die ESEPA kam bei größeren Schadenslagen auch überregional zum Einsatz (2004 zum Beispiel mehrfach in der Urlaubsregion Chalkidiki).

## Ziele und Aufgaben der ESEPA
In Griechenland gibt es keine Berufsfeuerwehren unter kommunaler Verwaltung, sondern eine Berufsfeuerwehr als Feuerwehrorganisation, die auf nationaler Ebene organisiert ist. Selbst relativ kleine Ortschaften in Griechenland besitzen eine Station der Berufsfeuerwehr – allerdings dann meistens nur mit ein oder zwei kleinen Fahrzeugen und wenigen Feuerwehrleuten. Die kleineren Gemeinden und Dörfer, vor allem auf den Inseln und im Landesinneren, haben oftmals keine organisierten Feuerwehren. Hier ist die Bevölkerung bei Bränden, Unfällen und anderen Notfällen auf überörtliche Hilfe angewiesen. Vor allem in den ländlichen Gebieten kommt es im Sommer immer wieder zu schweren Waldbränden und Buschfeuern. Diesen Feuern ist die Landbevölkerung weitgehend schutzlos ausgeliefert, und auch die überörtliche Hilfe ist oft nur unzureichend. Dadurch werden bei Buschbränden nicht nur wertvolle Agrarfläche (z. B. Olivenhaine), sondern auch Wohnhäuser zerstört. Auch bei Verkehrsunfällen und Wohnhausbränden trifft die überörtliche Hilfe oft verspätet ein. Diese Zustände möchte die E.S.E.P.A. nachhaltig ändern, indem sie sich für den Aufbau eines landesweiten Netzwerks aus Freiwilligen Feuerwehren einsetzt. Je nach örtlicher Gegebenheit wird dabei auch der Bereich First-Responder/Rettungsdienst mit abgedeckt, da die Anfahrtzeiten des Rettungsdienstes in den ländlichen Bereichen Griechenlands oft beträchtlich sind.

## Das Waldbrandcamp der ESEPA

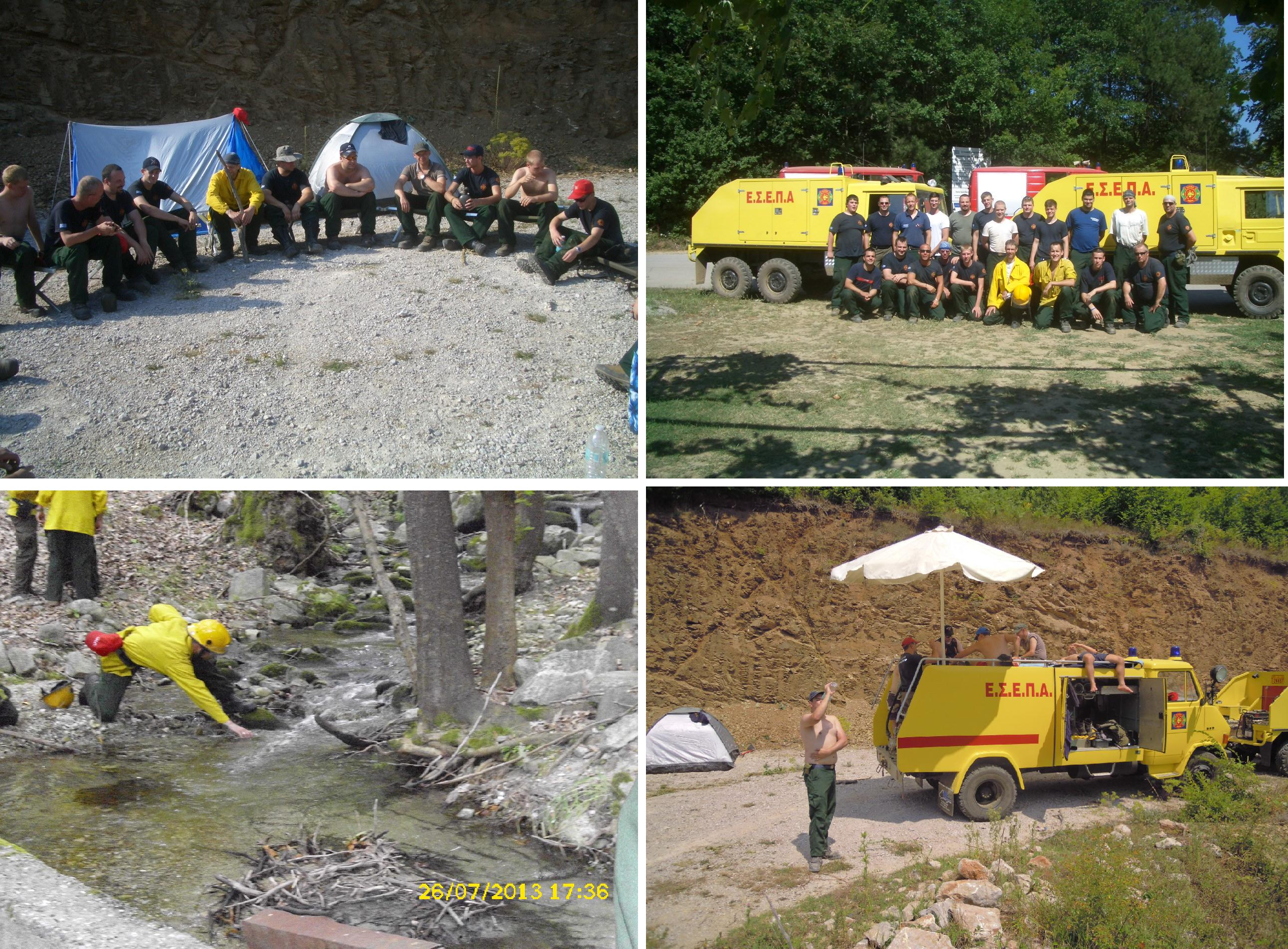
Waldbrandcamp 2013 Wachschicht 1

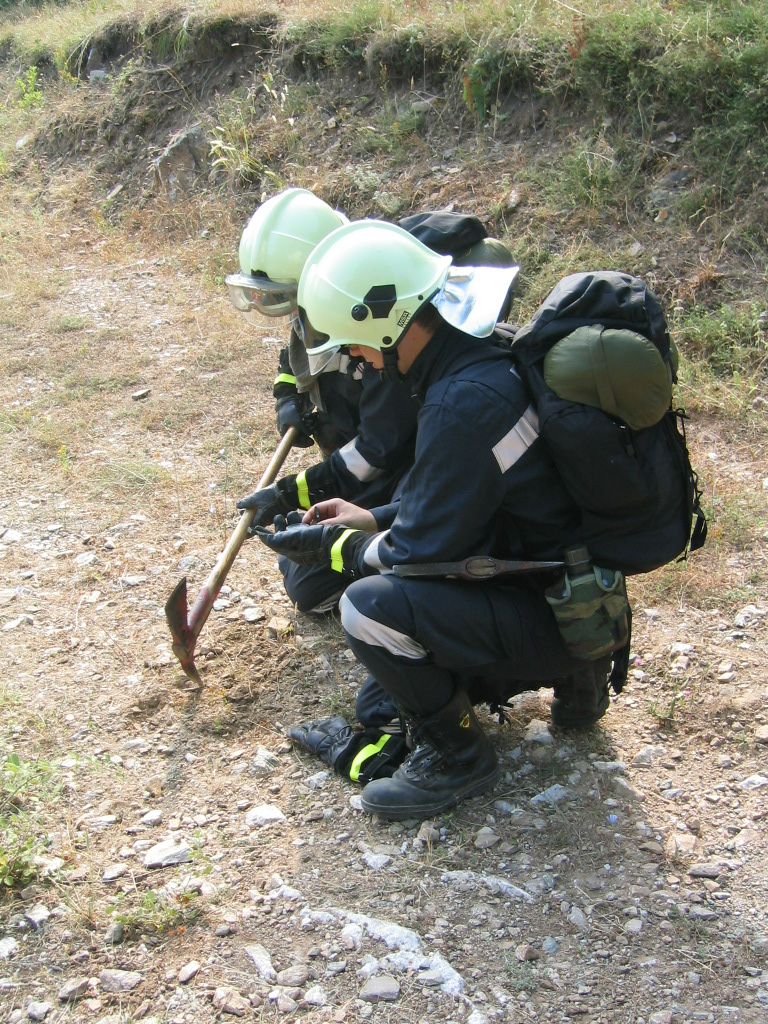
Realitätsnahe Ausbildung im Waldbrandcamp

Das internationale Waldbrandeinsatzcamp und Übungszentrum „Giannis Alevras“ der E.S.E.P.A. wurde im Mai 2001 in Rizomata eröffnet und im Juni 2001 in Betrieb genommen. Dieses Camp erfüllte mehrere Zwecke: Es bildete zum einen die Basis für die internationale Einsatzmannschaft während der Hauptwaldbrandsaison von Anfang Juni bis Ende September, zum anderen diente es auch als Übungszentrum für die Ausbildung von örtlichen Freiwilligen zu Feuerwehrleuten. Während der Waldbrandhauptsaison gab es eine 24-Stunden-Bereitschaft. Das Waldbrandeinsatzcamp stellte bis 2014 die größte Einsatzeinheit der E.S.E.P.A. dar und hatte eine Kapazität von ca. 55 Personen und ca. zwölf Einsatzfahrzeugen. Von diesem Camp aus wurden auf Anforderung der Berufsfeuerwehr, des Zivilschutzes oder der Regionalverwaltungen Einsätze zur Waldbrandbekämpfung und bei anderen Großschadenslagen (Unwetter, Erdbeben) in einem Umkreis von 400 km gefahren, falls erforderlich auch über weitere Distanzen. Es wurden natürlich auch „normale“ Feuerwehreinsätze in der Umgebung des Camps abgewickelt. Das Camp besteht aus Wohncontainern mit Unterkunftsmöglichkeit für ca. 55 Einsatzkräfte, einer Erste-Hilfe-Station, einem Bürogebäude, einem Lagergebäude, einer Werkstatt und einem Gebäude mit Küche, Speisesaal und Schulungsraum. Die verschiedenen Gebäude und Container sind auf einem Grundstück von 10.000 m² verteilt, das von der Gemeinde Rizomata für 20 Jahre kostenfrei überlassen wurde. In den bisherigen Jahren hatten sich mehr als 1200 Freiwillige- und Berufsfeuerwehrleute aus Griechenland, Deutschland, Großbritannien, Liechtenstein, Luxemburg, den Niederlanden, Österreich, der Schweiz, Südtirol und Zypern, bei der Organisation angemeldet und am Camp teilgenommen.
Im Jahr 2011 fanden insgesamt 5 Wachschichten statt:
- Wachschicht 1: 7. Juli – 21. Juli
- Wachschicht 2: 21. Juli – 4. August
- Wachschicht 3: 4. August – 18. August**
- Wachschicht 4: 18. August – 1. September**
- Wachschicht 5: 1. September – 15. September

Die Wachschichten drei und vier waren dabei ausschließlich Kameraden vorbehalten, die atemschutztauglich sind und bereits eine Ausbildung bei der E.S.E.P.A. absolviert hatten. Mit diesen beiden Wachschichten bildete die ESEPA eine fertig ausgebildete Sondereinheit. Die
Sondereinheit wurde dann je nach Bedarf Griechenlandweit eingesetzt.
Die Wachschichten eins, zwei und fünf waren wieder für alle offen. Hier wurden, wie in den letzten Jahren, die Kameraden in Rizomata ausgebildet. Nach abgeschlossener Ausbildung wurden dann nach Bedarf Einsätze und Patrouille gefahren."
Im Jahr 2012 fanden insgesamt 3 Wachschichten statt:
- Wachschicht 1: 19. Juli – 2. August
- Wachschicht 2: 2. August – 16. August
- Wachschicht 3: 16. August – 30. August

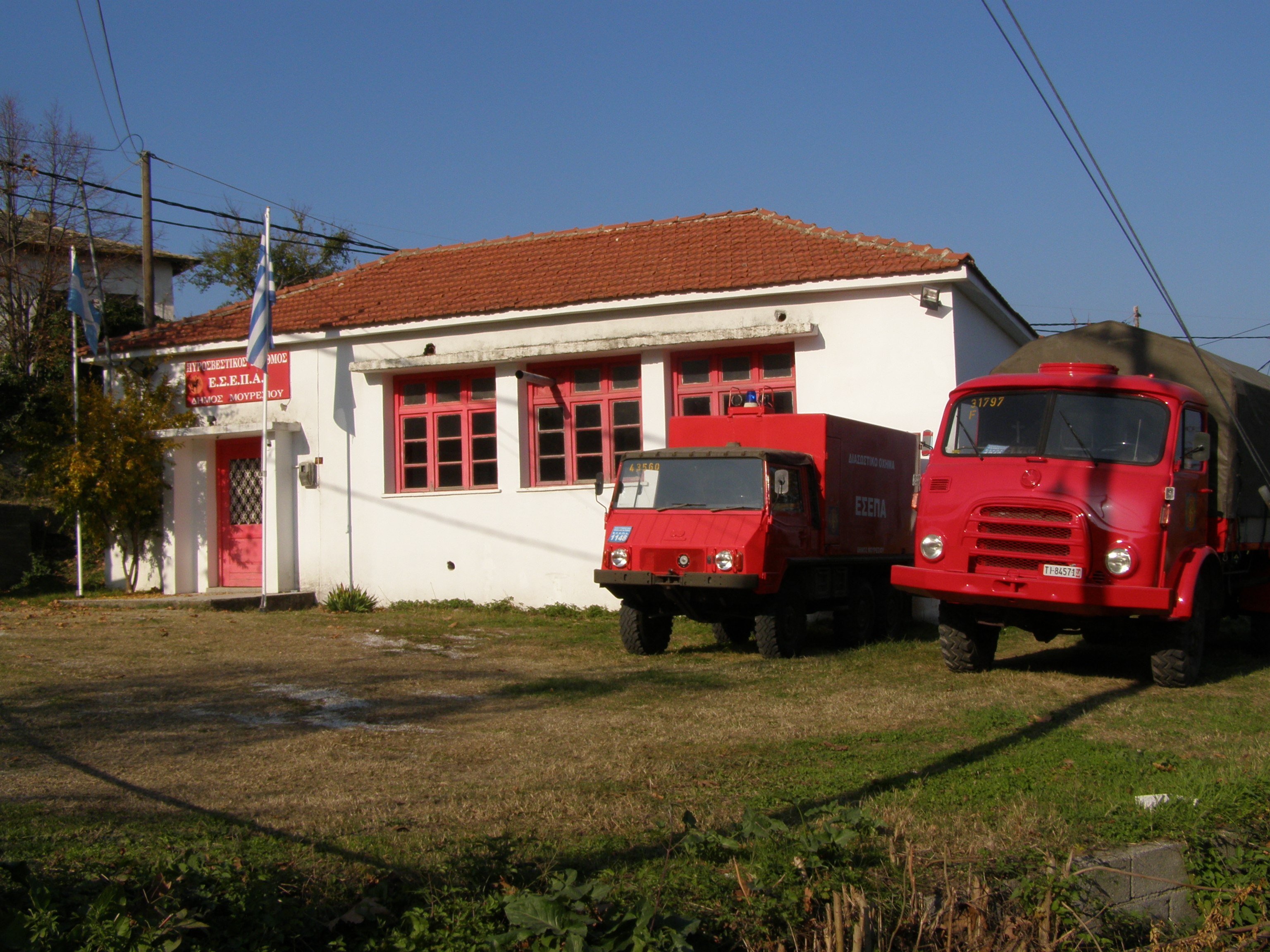
ESEPA Mouresi

In Griechenland konnten 53 Stationen für Feuerwehr und Rettungsdienst und eine Internationale Ausbildungsschule (Waldbrandcamp) errichtet werden. Seit dem Jahr 2014 fanden in Rizomata keine Waldbrandcamps mehr statt. Ein Gesetz aus dem Jahr 2014 verbietet es der Freiwilligen Feuerwehr in Griechenland, aus eigener Initiative einzugreifen. Brandbekämpfung bleibt der Berufsfeuerwehr vorbehalten, die wegen der Finanzkrise chronisch unterbesetzt ist. 
Nikos Sachinidis, Leiter der ESEPA, hat nach den verheerenden Waldbränden im Juli 2018 in der Nähe von Athen Vorwürfe gegen die Regierung erhoben. Er meinte, dass die Katastrophe mit geschulten Freiwilligen glimpflicher hätte ausgehen können. Der Initiator Nikos Sachinidis konnte die Internationalen Waldbrandcamps auch aus finanziellen Gründen nicht mehr weiterführen.
Es gibt zurzeit (2022) keine internationale Waldbrandcamps mehr, jedoch Waldbrandausbildungen in der Schweiz, Deutschland, Frankreich, Spanien und Kroatien. Anläufe die internationalen Walbrandcamps in Rizomata zu reaktivieren, scheiterten bisher an den fehlenden finanziellen Mitteln.

## Freunde der ESEPA Deutschland
Die Ziele der Freunde der ESEPA sind der Auf- und Ausbau freiwilliger Feuerwehrstationen zu einem landesweit flächendeckenden Netz, die Beschaffung und Überführung von Rettungswagen, Löschfahrzeugen und Einsatzmaterial, die Ausbildung der Einsatzkräfte und der Jugendfeuerwehr sowie die Technische Hilfe, Brandbekämpfung und Katastrophenschutz.
Im Jahr 2020 wurde zum vierten Mal ein 14-tägiges internationales Waldbrandausbildungscamp in Novi Vinodolski (Kroatien) durchgeführt. Feuerwehrleute aus aller Welt hatten die Möglichkeit voneinander unter realen Einsatzbedingungen zu lernen und sich zu allen Feuerwehrthemen auszutauschen. Im Mittelpunkt stand die Wald- und Vegetationsbrandbekämpfung.

## ESEPA Schweiz

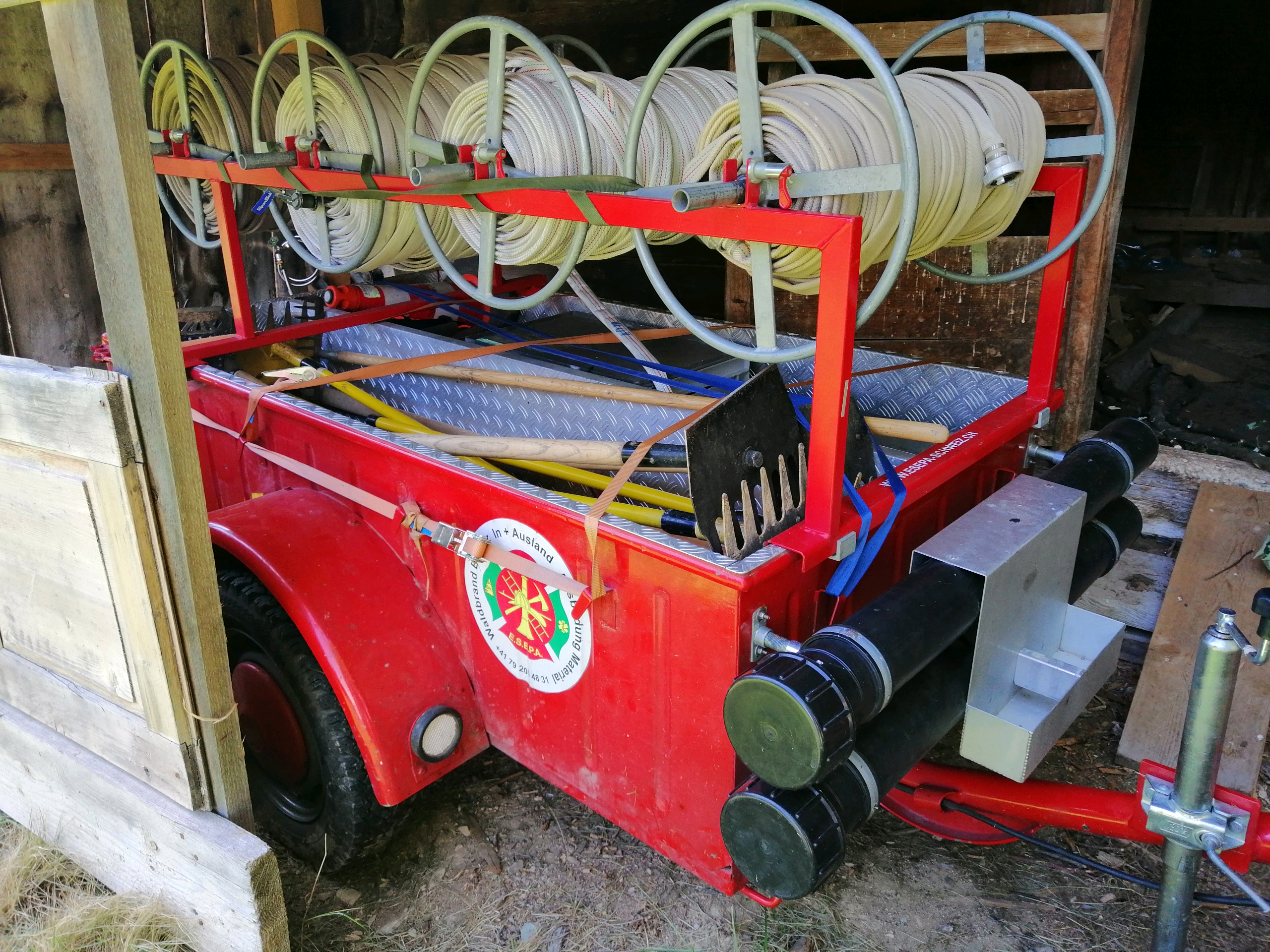
Materialanhänger der ESEPA Schweiz (2022)

Die ESEPA Schweiz wurde 2010 als Verein mit Sitz in Fischenthal gegründet. Sie will die spezielle Waldbrandausbildung in der Schweiz fördern, geeignetes Material für Waldbrandeinsätze bereitstellen sowie den Gemeinden und Feuerwehren im In- und Ausland bei Waldbrandeinsätzen mit Rat und Tat inklusive richtigem Material und ausgebildetem Personal beistehen.
Der Verein rechnet mit vermehrten Waldbränden auch im nördlichen Europa. Er versucht mit der Waldbrandausbildung von Feuerwehren im In- und Ausland sowie mit einer engagierten und freiwilligen Truppe von Feuerwehr- und Sanitätspersonen sich aktiv für die Bekämpfung von Waldbränden einzusetzen. Die Schweizer Freiwilligen nahmen regelmäßig an der jährlichen 14-tägigen Waldbrandausbildung an der internationalen Feuerwehrschule der ESEPA in Rizomata, Griechenland als Teilnehmer und Ausbilder teil.